# Scottish First Division 2000/01
Die Scottish Football League First Division wurde 2000/01 zum 26. Mal als nur noch zweithöchste schottische Liga unter diesem Namen ausgetragen. In der zweithöchsten Fußball-Spielklasse der Herren in Schottland traten in der Saison 2000/01 10 Klubs in insgesamt 36 Spieltagen gegeneinander an. Jedes Team spielte jeweils viermal gegen jedes andere Team. Bei Punktgleichheit zählte die Tordifferenz.
Die Meisterschaft gewann der FC Livingston, der sich damit gleichzeitig die Teilnahme an der Premier-League-Saison 2001/02 sicherte. Absteigen in die Second Division musste Greenock Morton und Alloa Athletic. Torschützenkönig mit 25 Treffern wurde Dennis Wyness von Inverness Caledonian Thistle.

## Statistiken

### Abschlusstabelle
| Pl. | Verein                       | Sp. | S  | U  | N  | Tore    | Diff. | Punkte |
| --- | ---------------------------- | --- | -- | -- | -- | ------- | ----- | ------ |
| 1.  | FC Livingston                | 36  | 23 | 7  | 6  | 072:310 | +41   | 76     |
| 2.  | Ayr United                   | 36  | 19 | 12 | 5  | 073:410 | +32   | 69     |
| 3.  | FC Falkirk                   | 36  | 16 | 8  | 12 | 057:590 | −2    | 56     |
| 4.  | Inverness Caledonian Thistle | 36  | 14 | 12 | 10 | 054:450 | +9    | 54     |
| 5.  | FC Clyde (N)                 | 36  | 11 | 14 | 11 | 044:460 | −2    | 47     |
| 6.  | Ross County (N)              | 36  | 11 | 10 | 15 | 048:520 | −4    | 43     |
| 7.  | Raith Rovers                 | 36  | 10 | 8  | 18 | 041:550 | −14   | 38     |
| 8.  | Airdrieonians FC             | 36  | 8  | 14 | 14 | 049:670 | −18   | 38     |
| 9.  | Greenock Morton              | 36  | 9  | 8  | 19 | 034:610 | −27   | 35     |
| 10. | Alloa Athletic (N)           | 36  | 7  | 11 | 18 | 038:610 | −23   | 32     |

Platzierungskriterien: 1. Punkte – 2. Tordifferenz – 3. geschossene Tore – 4. Direkter Vergleich (Punkte, Tordifferenz, geschossene Tore)
| Saison 2000/01 |

| Zum Saisonende 1999/2000 |                                       |
| (N)                      | Neuaufsteiger aus der Second Division |